# 康斯坦察

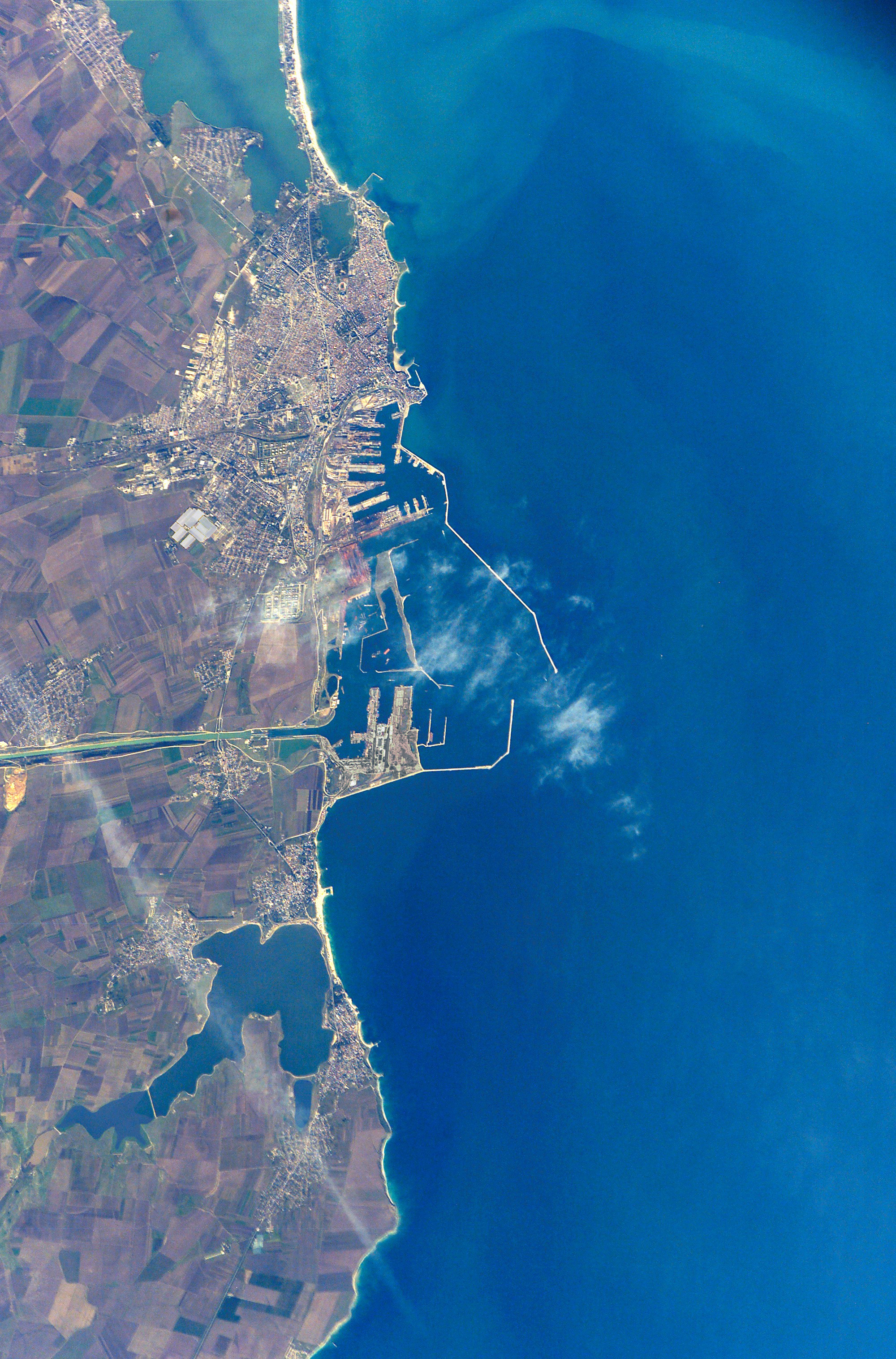
康斯坦察衛星圖片

康斯坦察（羅馬尼亞語：Constanța）位於黑海西岸的多布羅加地區，人口254,693（2011年），是羅馬尼亞康斯坦察縣首府，也是連接黑海和多瑙河的運河的終點。康斯坦察亦是羅馬尼亞現存最古老的城市，历史上被称为托米斯（古希腊语：Τόμις）。
康斯坦察是該國重要的港口，約長30公里（19英里），其面積達39.26平方公里（15.16平方英里）。康斯坦察港是黑海最大的港口，也是歐洲最大的港口之一。
康斯坦察也是女子網球名將西莫娜·哈蕾普和著名演員賽巴斯汀·斯坦的出生地。

## 历史

### 城市的建立和罗马时代
根据东罗马帝国历史学家约达尼斯的记载，这座城市是由马萨格泰人女王托米丽丝所建立的。根据他的说法，托米丽丝在击败并杀死波斯的居鲁士大帝之后，获得了众多的战利品，她一路穿越过默西亚的小斯基提亚地区（相对于大斯基提亚地区）并在黑海边建立了托米市，以她自己的名字命名。
公元前29年，罗马人从奥德里西亚王国手中夺取该地区，并以斯基泰边疆区（Limes Scythicus）的名称纳入统治。
公元8年，罗马诗人奥维德被奥古斯都流放到这里，在这里度过了生命中的最后8年。奥维德在他的诗歌中感叹：托米斯是帝国最偏远的饱受战争蹂躏的文化荒地上的小城镇。但现在他的塑像矗立在当地的奥维德广场上面（位于历史博物馆之前）。

### 中世纪

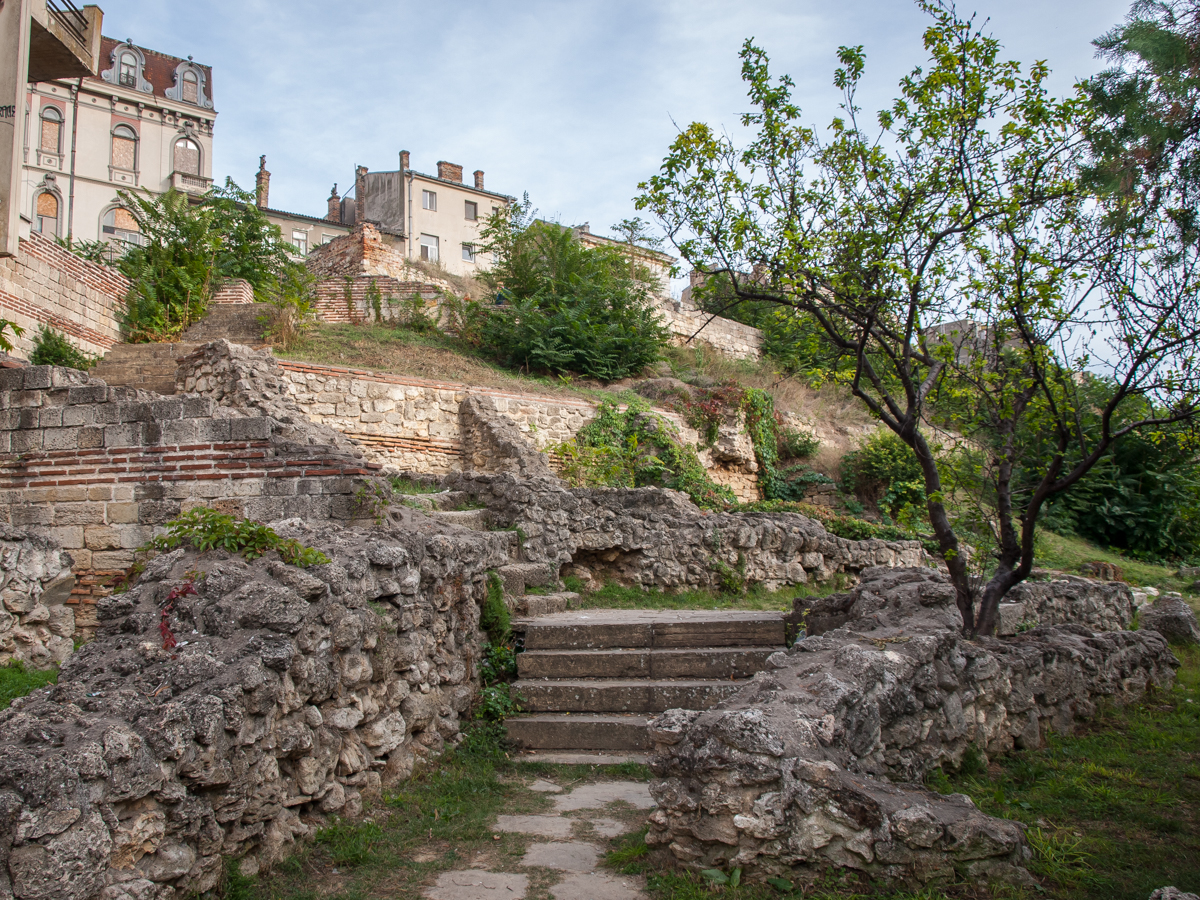
托米斯时代的遗址

从城市和附近挖掘出的很多铭文表明：康斯坦察的位置跟托米斯是重叠的，这些铭文被收藏在大英博物馆。托米斯后来被归入默西亚行省，城市也逐步发展起来。5世纪后，托米斯隶属于东罗马帝国统治。在6世纪末的莫里斯巴尔干战役期间，托米斯被阿瓦尔人包围攻击。
从托米斯改称康斯坦蒂亚（希腊语：Κωνστάντια）大约是在公元10世纪中期，主要是为了纪念罗马皇帝君士坦丁大帝的妹妹——康斯坦蒂娅。这座城市逐步建立起自己的防御工事。大约从7世纪开始，被保加利亚第一帝国所吞并，在帝国灭亡之后，此地先后隶属于多布罗加专制国（即卡瓦尔纳大公国，保加利亚第二帝国分裂势力）以及瓦拉几亚公国。在1419年，奥斯曼帝国攻占了此地。

### 近代
1860年连接康斯坦察和切尔纳沃德的铁路开通，不过开发商修建这条铁路导致了大规模的古建筑破坏，只留下了一些砖墙和柱子的遗迹。同时开始对城市周边进行考古挖掘，发现了一些托米斯时期的公共建筑遗迹以及世界上最长的马赛克路面。
1878年，罗马尼亚独立战争结束，康斯坦察和北多布罗加的其他地区划给了罗马尼亚。这座城市立刻成为罗马尼亚的重要港口和出口产品的中转站。从1880年开始，罗马尼亚政府开始着手建造康斯坦察賭場，这座赌场将成为康斯坦察的现代化象征。

### 现代
在一战中，同盟国军队（德国、奥斯曼土耳其和保加利亚）在1916年10月22日攻占了康斯坦察。1918年5月，布加勒斯特条约签订后康斯坦察仍然处于同盟国控制之下。1918年9月24日，同盟国在柏林签署了关于将北多布罗加联合管理区转交给保加利亚的议定书，康斯坦察转由保加利亚统治。但时间非常短暂，在5天之后的9月29日，协约国发动马其顿攻势，保加利亚宣布投降，意味着这座城市得到解放并归还给罗马尼亚。
在战间期，康斯坦察保持罗马尼亚重要商业中心的角色，全国一半以上的出口产品都通过这座城市的港口进行输送。第二次世界大战爆发后，罗马尼亚选择加入轴心国，导致这座城市成为盟军轰炸的重要目标。虽然城市受到的损失较小，但是港口受到了严重的破坏，到了50年代初才得到恢复。

## 地理
康斯坦察是康斯坦察县的行政中心，也是罗马尼亚东南发展区的最大城市。这座城市坐落于黑海西岸，拥有13公里长的海滩。马马亚（Mamaia）是康斯坦察下辖的一个区，是罗马尼亚最大也是最现代化的海滨度假胜地。周边地区的矿泉和海水浴场每年夏季都会吸引众多的游客。

### 气候
康斯坦察是罗马尼亚最温暖的城市之一，具有鲜明的副热带湿润气候特征，同时受海洋和半干旱气候的影响，因而四季分明。
夏季非常炎热，阳光明媚，平均气温可以达到23°C以上。大多数的夏日都有微风吹拂，十分宜人。同时由于海洋储存的热能，晚间会感觉到有一些闷热。秋季大概从9月中下旬开始，由于黑海在夏季集聚的热能得以释放，天气仍然比较温暖。第一次霜冻的发生时间大约在11月中旬。
冬季的康斯坦察比其他罗马尼亚南部城市更加温暖，下雪并不多见，但是会刮一些令人不快的强风。12月的平均高温在8°C-12°C左右，1月的平均气温最低，大约是1°C。冬季的黑海海面容易出现风暴，比较危险。春天在4月份降临，但温度仍然比较凉爽。黑海沿岸是罗马尼亚低海拔地区（低于500米）最凉爽的地区。
| 康斯坦察 (1981–2010) | 康斯坦察 (1981–2010) | 康斯坦察 (1981–2010) | 康斯坦察 (1981–2010) | 康斯坦察 (1981–2010) | 康斯坦察 (1981–2010) | 康斯坦察 (1981–2010) | 康斯坦察 (1981–2010) | 康斯坦察 (1981–2010) | 康斯坦察 (1981–2010) | 康斯坦察 (1981–2010) | 康斯坦察 (1981–2010) | 康斯坦察 (1981–2010) | 康斯坦察 (1981–2010) |
| 月份 | 1月                  | 2月                  | 3月                  | 4月                  | 5月                  | 6月                  | 7月                  | 8月                  | 9月                  | 10月                 | 11月                 | 12月                 | 全年                 |
| --- | -------------------- | -------------------- | -------------------- | -------------------- | -------------------- | -------------------- | -------------------- | -------------------- | -------------------- | -------------------- | -------------------- | -------------------- | -------------------- |
| 历史最高温 °C（°F） | 18.3 (64.9)          | 24.5 (76.1)          | 30.8 (87.4)          | 31.9 (89.4)          | 36.9 (98.4)          | 36.9 (98.4)          | 38.5 (101.3)         | 36.8 (98.2)          | 34.8 (94.6)          | 31.0 (87.8)          | 26.5 (79.7)          | 21.0 (69.8)          | 38.5 (101.3)         |
| 平均高温 °C（°F） | 4.5 (40.1)           | 5.7 (42.3)           | 9.3 (48.7)           | 14.1 (57.4)          | 20.0 (68.0)          | 24.7 (76.5)          | 27.2 (81.0)          | 27.1 (80.8)          | 22.7 (72.9)          | 17.4 (63.3)          | 11.3 (52.3)          | 6.2 (43.2)           | 15.9 (60.6)          |
| 日均气温 °C（°F） | 1.3 (34.3)           | 2.0 (35.6)           | 5.5 (41.9)           | 10.3 (50.5)          | 16.1 (61.0)          | 20.7 (69.3)          | 23.2 (73.8)          | 23.0 (73.4)          | 18.6 (65.5)          | 13.5 (56.3)          | 7.7 (45.9)           | 3.0 (37.4)           | 12.1 (53.8)          |
| 平均低温 °C（°F） | −1.4 (29.5)          | −0.7 (30.7)          | 2.7 (36.9)           | 7.3 (45.1)           | 12.5 (54.5)          | 16.9 (62.4)          | 19.1 (66.4)          | 19.0 (66.2)          | 14.9 (58.8)          | 10.3 (50.5)          | 4.9 (40.8)           | 0.3 (32.5)           | 8.8 (47.8)           |
| 历史最低温 °C（°F） | −24.7 (−12.5)        | −25.0 (−13.0)        | −12.8 (9.0)          | −4.5 (23.9)          | 1.8 (35.2)           | 6.4 (43.5)           | 7.6 (45.7)           | 8.0 (46.4)           | 1.0 (33.8)           | −12.4 (9.7)          | −11.7 (10.9)         | −18.6 (−1.5)         | −25.0 (−13.0)        |
| 平均降水量 mm（） | 27.6 (1.09)          | 24.0 (0.94)          | 34.0 (1.34)          | 31.8 (1.25)          | 37.9 (1.49)          | 40.4 (1.59)          | 37.5 (1.48)          | 35.2 (1.39)          | 42.1 (1.66)          | 36.8 (1.45)          | 45.6 (1.80)          | 37.0 (1.46)          | 429.9 (16.93)        |
| 平均降雪量 cm（） | 7.0 (2.8)            | 7.0 (2.8)            | 4.2 (1.7)            | 0.0 (0.0)            | 0.0 (0.0)            | 0.0 (0.0)            | 0.0 (0.0)            | 0.0 (0.0)            | 0.0 (0.0)            | 0.0 (0.0)            | 5.5 (2.2)            | 3.4 (1.3)            | 27.1 (10.7)          |
| 平均降水天数（≥ 0.1 mm） | 9.9                  | 8.5                  | 9.2                  | 8.2                  | 9.1                  | 8.2                  | 7.0                  | 4.6                  | 6.1                  | 7.1                  | 9.0                  | 10.5                 | 97.4                 |
| 平均相對濕度（％） | 86                   | 85                   | 85                   | 83                   | 81                   | 78                   | 76                   | 77                   | 79                   | 82                   | 86                   | 88                   | 82                   |
| 月均日照時數 | 87                   | 110                  | 140                  | 192                  | 272                  | 282                  | 327                  | 308                  | 230                  | 168                  | 102                  | 83                   | 2,301                |
| 来源1：世界气象组织,Ogimet (mean temperatures and sun 1981–2010)                                                             |                      |                      |                      |                      |                      |                      |                      |                      |                      |                      |                      |                      |                      |
| 来源2：Romanian National Statistic Institute (extremes 1901–2000),NOAA (snowfall 1961–1990),德国气象局 (humidity, 1973–1993) |                      |                      |                      |                      |                      |                      |                      |                      |                      |                      |                      |                      |                      |

## 人口與民族
除了首都布加勒斯特外，羅馬尼亞有著一系列的城市達到與首都大約相等的規模，包括康斯坦察、雅西、克盧日-納波卡和蒂米什瓦拉。
於2007年成立的康斯坦察大都會區裡，其永久居住人口為387,593人，即是佔全康斯坦察縣總人口的61%。
| 種族             | 1853            | 1896            | 1912             | 2002              | 2011               |
| ---------------- | --------------- | --------------- | ---------------- | ----------------- | ------------------ |
| 全部             | 5,204           | 10,419          | 27,201           | 310,471           | 254,693            |
| 羅馬尼亞人       | 279 （5.4%）    | 2,519 （24.1%） | 15,663 （57.6%） | 286,332 （92.2%） | 230,969 （90.68%） |
| 韃靼人           | 1,853 （35.6%） | 2,202 （21.1%） | 277 （1%）       | 8,724 （2.8%）    | 7,379 （2.9%）     |
| 土耳其人         | 104 （2.0%）    | 2,202 （21.1%） | 2,451 （9%）     | 9,018 （2.9%）    | 6,693 （2.6%）     |
| 希臘人           | 1,542 （29.6%） | 2,460 （23.6%） | 3,170 （11.6%）  | 546 （0.17%）     | N/A                |
| 保加利亞人       | 342 （6.5%）    | 1,060 （10.1%） | 940 （3.4%）     | 48 （0.01%）      | N/A                |
| 猶太人           | 344 （6.6%）    | 855 （8.2%）    | 1,266 （4.6%）   | 44 （0.01%）      | N/A                |
| 羅姆人/ 吉卜賽人 | 127 （2.4%）    | n/a             | n/a              | 2,962 （0.95%）   | 2,108 （0.83%）    |

## 经济

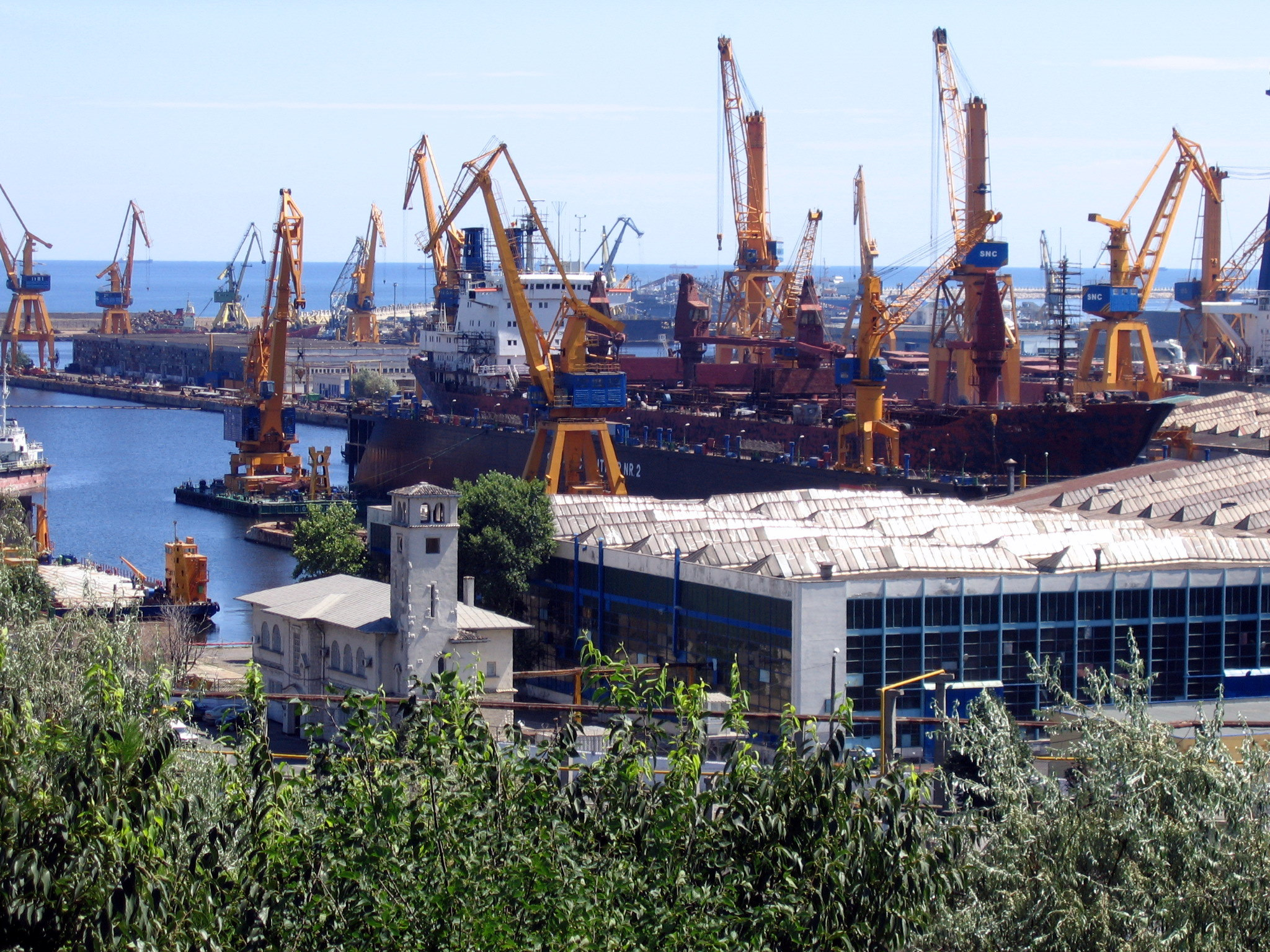
康斯坦察造船厂

罗马尼亚刚刚独立的1878年，康斯坦察被定义为“贫穷的土耳其渔村”，不过在之后的数十年间经济得以快速发展，到1920年的时候当地以出口石油和谷物而闻名。
康斯坦察的经济支柱包括工业、商业和旅游业。2008年，康斯坦察和附近地区一共设立有3144家企业，仅次于首都布加勒斯特和克卢日县。康斯坦察港是黑海地区最大的港口，也是欧洲第四大港口，同时该市还有一个较大的造船厂。
旅游业在康斯坦察的重要性正越来越高，在卡罗尔一世时期，康斯坦察就被宣传为罗马尼亚的海滨度假胜地，不过由于同时进行的海军工业发展对海滩产生了不利的影响。即便如此，康斯坦察每年仍然会接待大量的游客，他们会参观城市中保存的古迹和景点，并以此为据点前往其他的旅游目的地。

## 运输

### 对外运输
1895年，康斯坦察通往布加勒斯特的铁路开通，这条铁路在切尔纳沃德的桥上穿过多瑙河，为康斯坦察带来巨大的进出口贸易。进口商品包括煤炭、焦炭、机械、铁制品、棉毛织物。出口商品主要是石油和粮食。
除了铁路之外，A2高速公路也让康斯坦察和布加勒斯特之间进行快速连接，而A4高速公路主要是作为城市的外环交通，将繁忙的交通分流到港口和曼加利亚。
康斯坦察港包括北港和南港两个部分，作为欧洲第四大港口，它专门有防波堤的保护，入口处还设置了一座灯塔。这座港口不受北风影响，但是南风有时候会造成危险。罗马尼亚海军的黑海舰队就驻扎在这里。多瑙-黑海运河将多瑙河和黑海连接起来。
服务康斯坦察的机场名为米哈伊尔·科格尔尼恰努国际机场（Aeroportul Internaţional Constanța Mihail Kogălniceanu，缩写：AIMKC）。
康斯坦察还参与了欧洲Rail-2-Sea项目，这个项目是将这座城市与波兰港口城市格但斯克连接起来，这条线路长达3663公里，穿越罗马尼亚、匈牙利、斯洛伐克和波兰四个国家。

### 市内运输

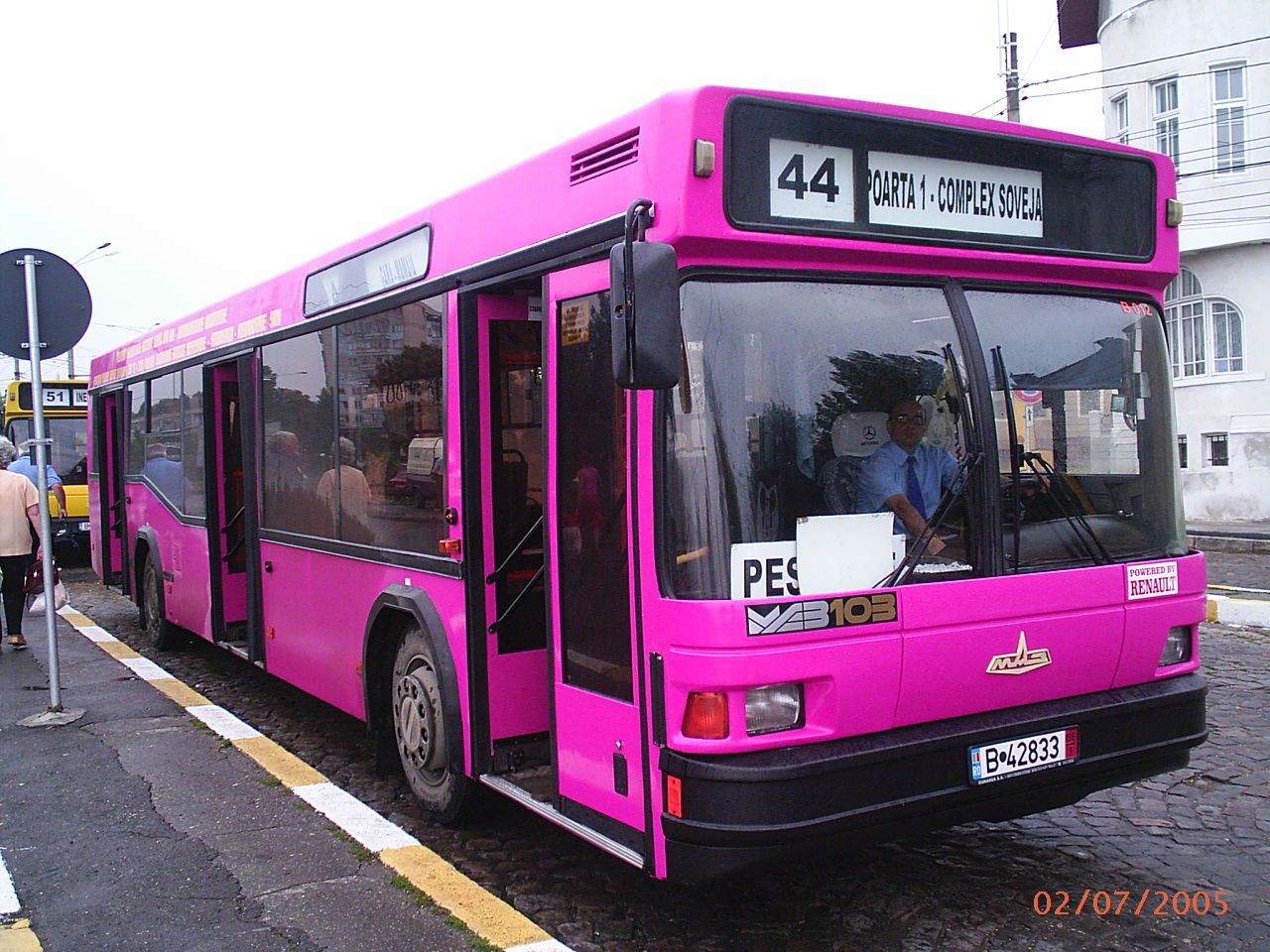
康斯坦察市内巴士

康斯坦察的公共交通系统由RATC（Regia Autonomă de Transport în Comun Constanța）运营，一共有23条全年无休的公交线路和一条主要面向游客的夏季双层敞篷巴士观光线路。这些巴士在21世纪初期得到了更新，每辆巴士都涂有鲜艳的颜色，诸如粉红色、黄色和绿色等。在夏季有一个沃尔沃双层巴士线路往返于市中心和马马亚度假胜地。
康斯坦察市内本来有无轨电车运营，但到了2010年代初期，它们已经全部退役并被巴士取代。
2014年3月，所有巴士都已经升级了Wi-Fi系统，供乘客免费使用。
2018年康斯坦察市政府签署了一份1800万欧元的合同，收购土耳其Anadolu Isuzu公司生产的新巴士。
除了巴士线路以外，市内还有一些私人小巴进行运营，他们的线路更加复杂，类似于共享出租车。价格各有不同。

## 文化

### 旅游

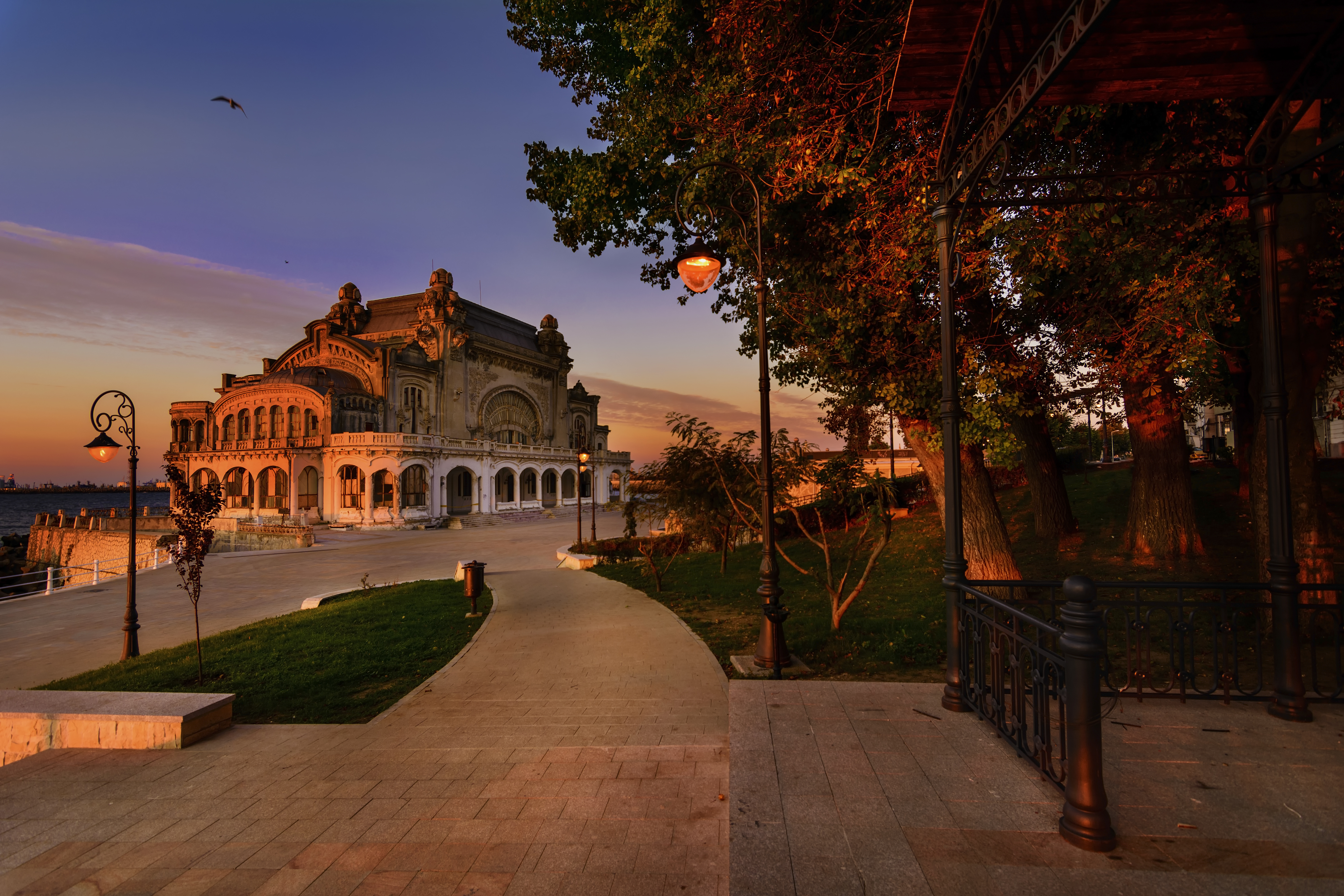
夕陽下的康斯坦察賭場

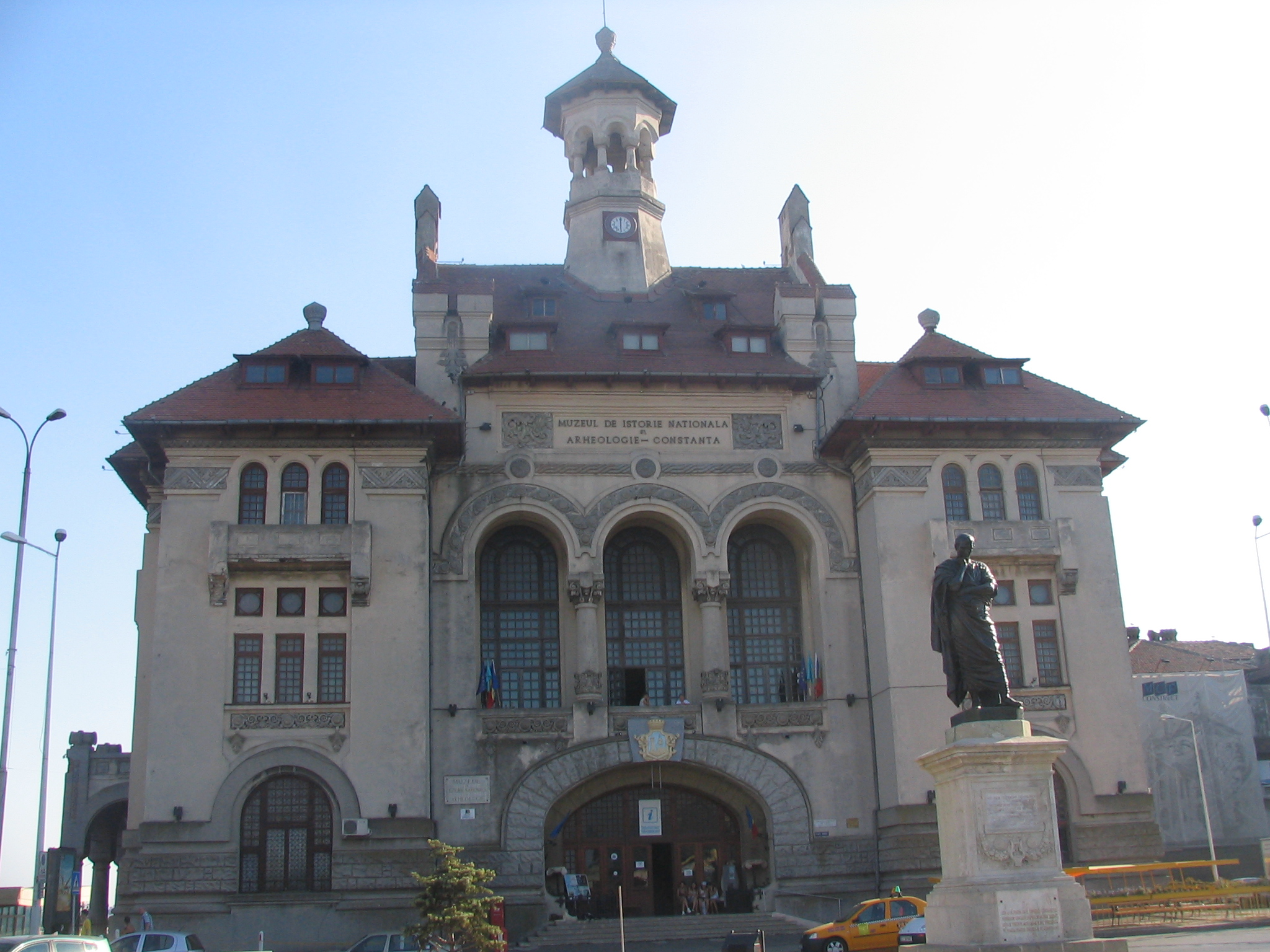
历史与考古学博物馆和奥维德雕像

康斯坦茨具有2500年的历史，在古代就享有盛名，并且是多条商业路线的十字路口。传说中伊阿宋在取得金羊毛后与阿尔戈英雄一起降临在这里。
康斯坦茨是罗马尼亚重要的文化和经济中心，蕴藏着丰富的考古学宝藏，老城区中心尤其值得探索一番。城市的历史古迹、古代遗址、赌场、博物馆和商店以及海滩度假村等等，让康斯坦茨成为黑海沿岸旅游的焦点。当地还提供丰富多彩的娱乐活动，包括露天餐厅、夜总会、歌舞表演等。附近的景点还有传统村庄、葡萄园以及多瑙河三角洲。
位于康斯坦茨旧市政厅内的历史和考古学博物馆，收藏了非常庞大的古代艺术品，涵盖各个时期。

### 教育
康斯坦察当地一共有500多所学校，另外也设置有双语教育机构，学生可以在那里学习罗马尼亚语和其他外语。考虑到市内还生活着一些少数族裔，学校专门为这些人开设特别的课程和学习小组，以他们的母语（主要是俄语和土耳其语）进行授课。
康斯坦察的高等教育院校共有8所，其中最重要的是奥维第乌斯大学（Universitatea Ovidius）和“米尔恰一世”海军学院（Academia Navală Mircea cel Bătrân）。

### 媒体
康斯坦察当地的广播电台有Rabio Neptun、Radio Dobrogea、Radio Constanța、Radio Sky、Mamaia FM等。

### 体育
康斯坦察的体育事业丰富多彩。其中著名俱乐部包括足球队康斯坦察法鲁尔，橄榄球队康斯坦察法鲁尔，手球队康斯坦茨南多布罗加。
当地出身的体育名人包括体操运动员西蒙娜·阿默纳尔、尼科莱塔·达妮埃拉·绍夫罗涅、卡梅利娅·沃伊内亚、克特利娜·波诺尔；游泳运动员勒兹万·弗洛蕾亚；网球运动员西莫娜·哈蕾普等。
康斯坦察和马马亚是康斯坦察-马马亚ETU铁人三项欧洲锦标赛的举办地。

## 政治

### 市长
现任市长是维尔吉尔·基察克（Vergil Chiţac），2020年当选，隶属于国家自由党。

### 市议会
康斯坦察市议会一共由27名议员组成，席位分配如下：国家自由党10席，拯救罗马尼亚联盟9席，社会民主党8席。

## 姐妹城市
- 芬兰圖爾庫
- 日本橫濱
- 古巴哈瓦那
- 埃及亞歷山大港
- 土耳其伊斯坦堡
- 土耳其伊茲密爾
- 美国舊金山
- 美国莫比爾
- 中国上海
- 叙利亚拉塔基亚
- 阿尔及利亚赛达
- 法國布雷斯特
- 法國布洛涅
- 荷蘭鹿特丹
- 義大利特拉帕尼
- 義大利蘇爾莫納
- 保加利亚多布里奇
- 乌克兰敖德薩
- 希腊萨洛尼卡
- 巴西桑托斯
- 印度尼西亞望加锡[17]

## 歷史圖片與現貌

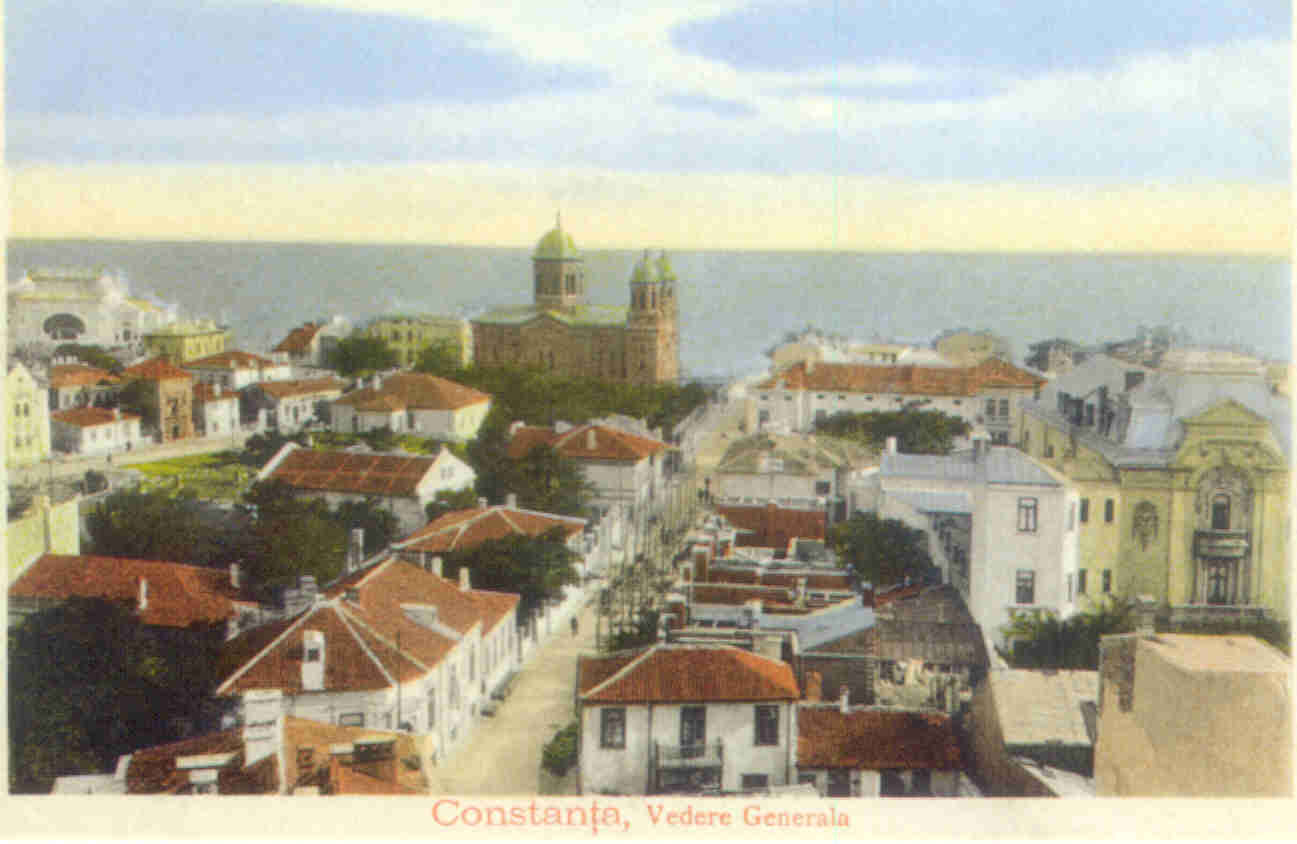
1910年的康斯坦察
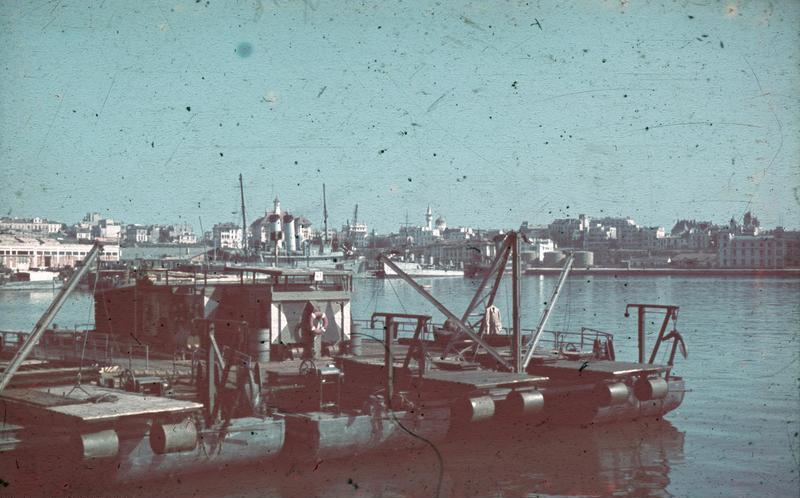
1941年的康斯坦察港
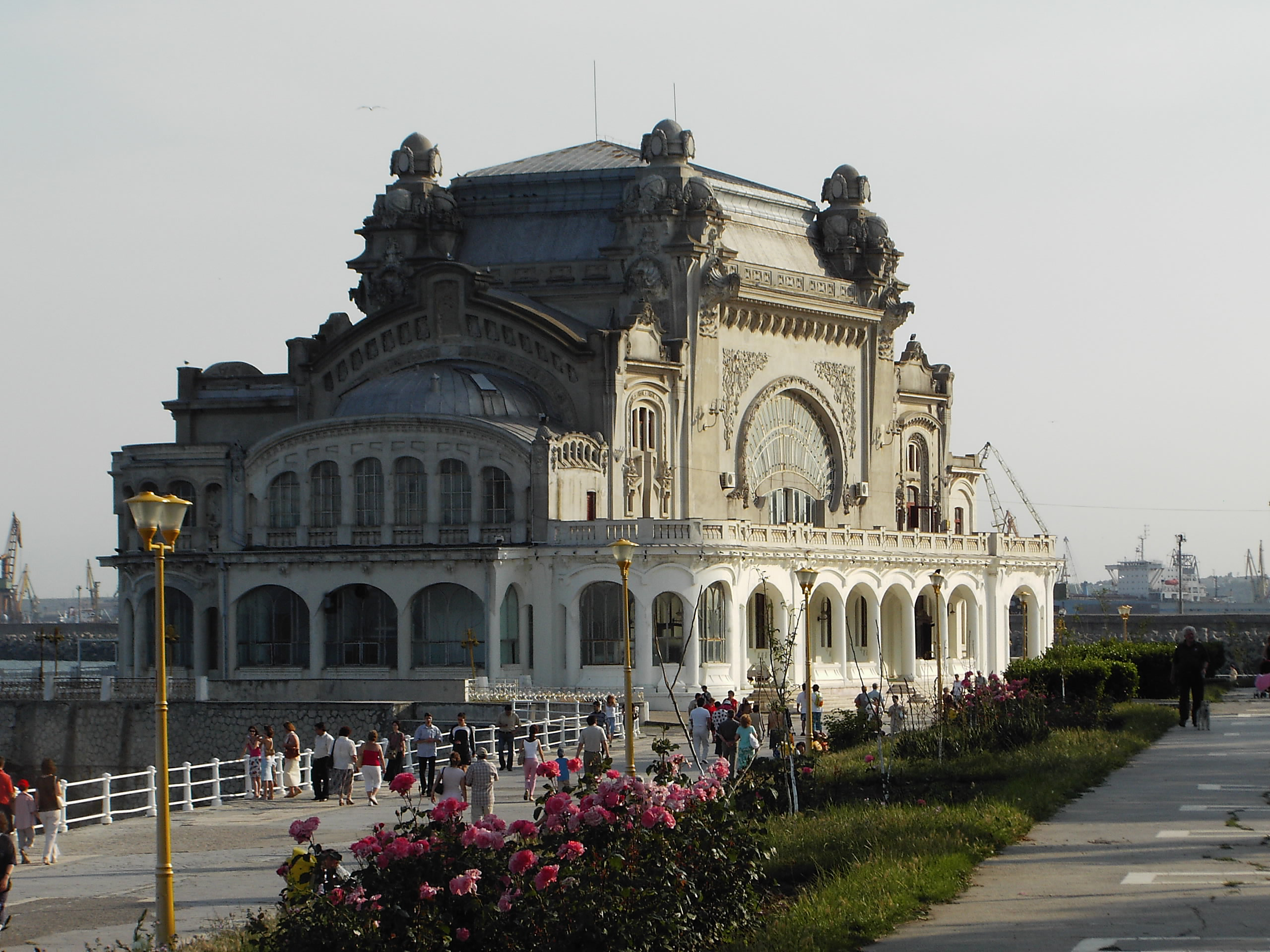
市內的賭場，建於兩戰期間。
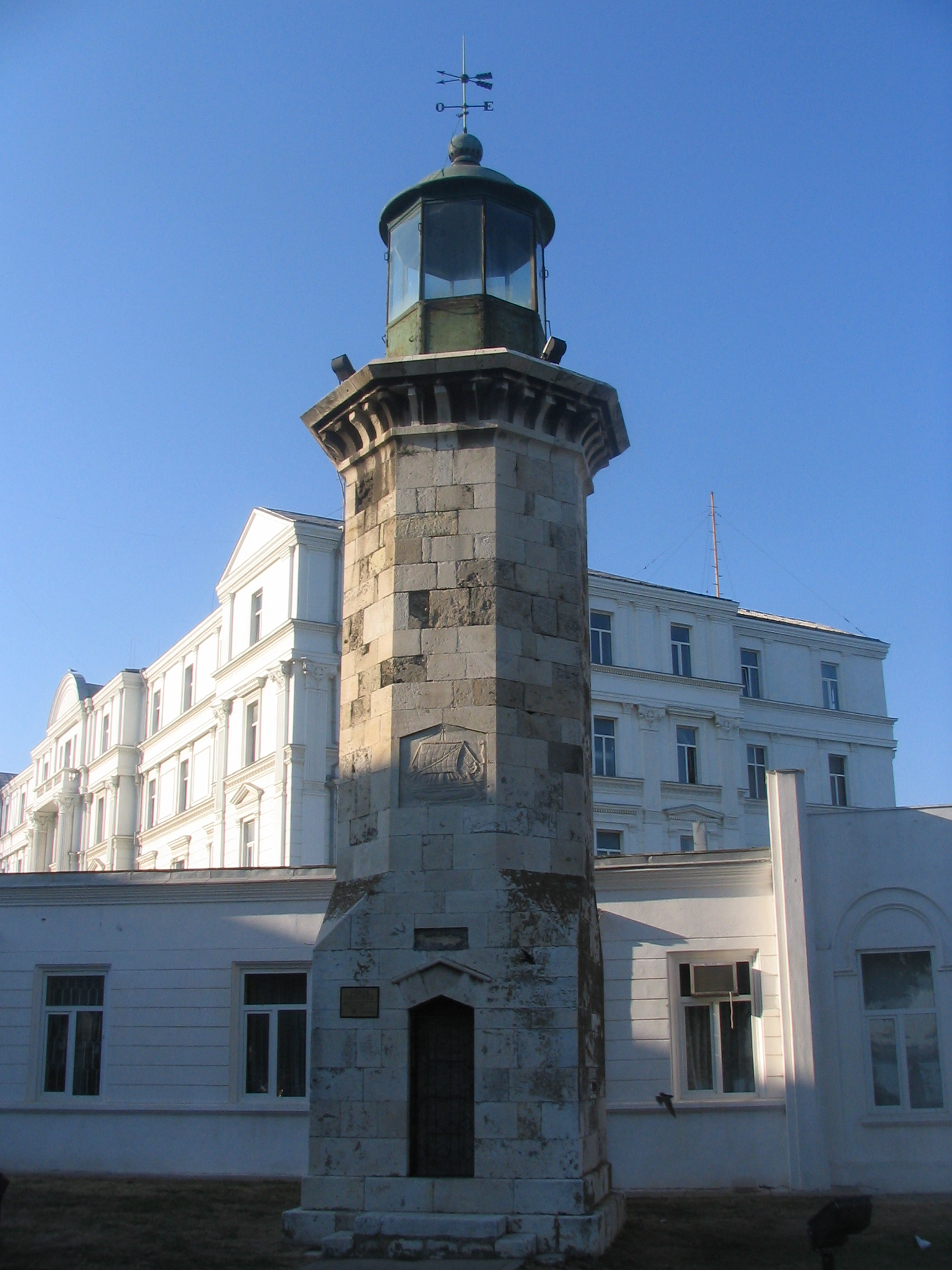
熱那亞燈塔，高達26呎（7.9米），建於1860年。
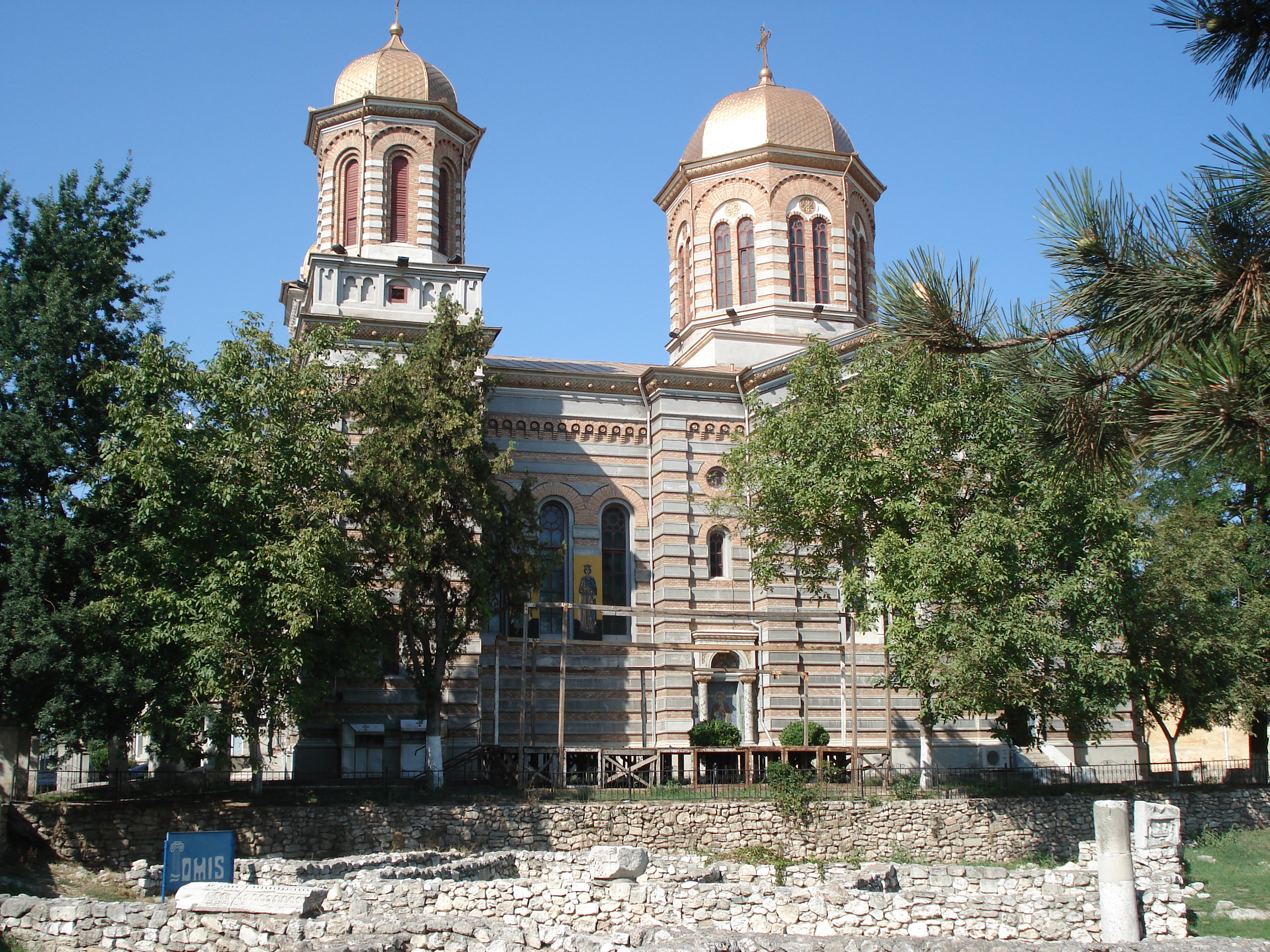
聖彼得與保羅東正教大教堂，有著希臘-羅馬尼亞風格，建於1883-1885年曾在二戰期間遭到嚴重破壞，1951年完成收復。
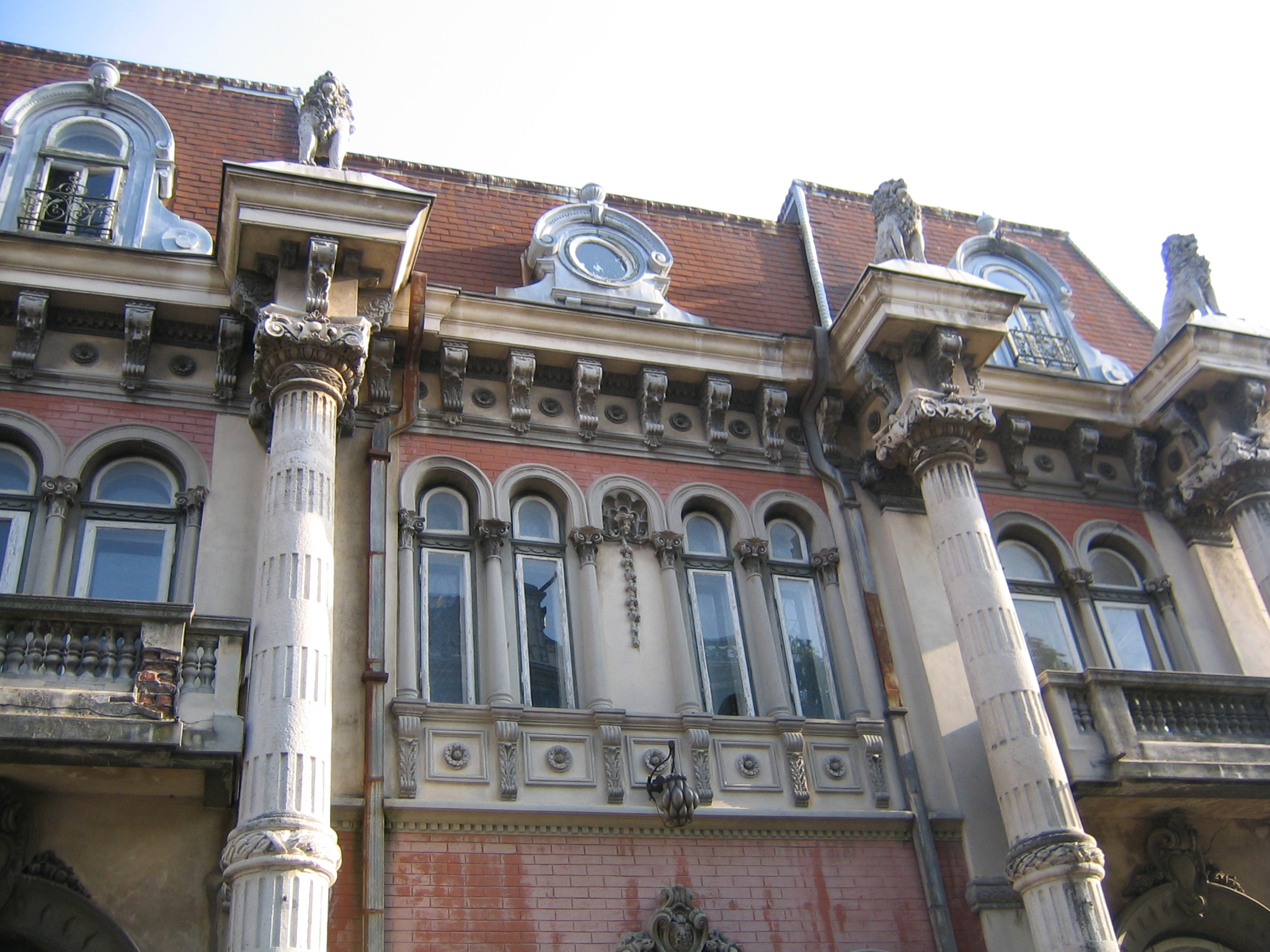
Casa cu Lei
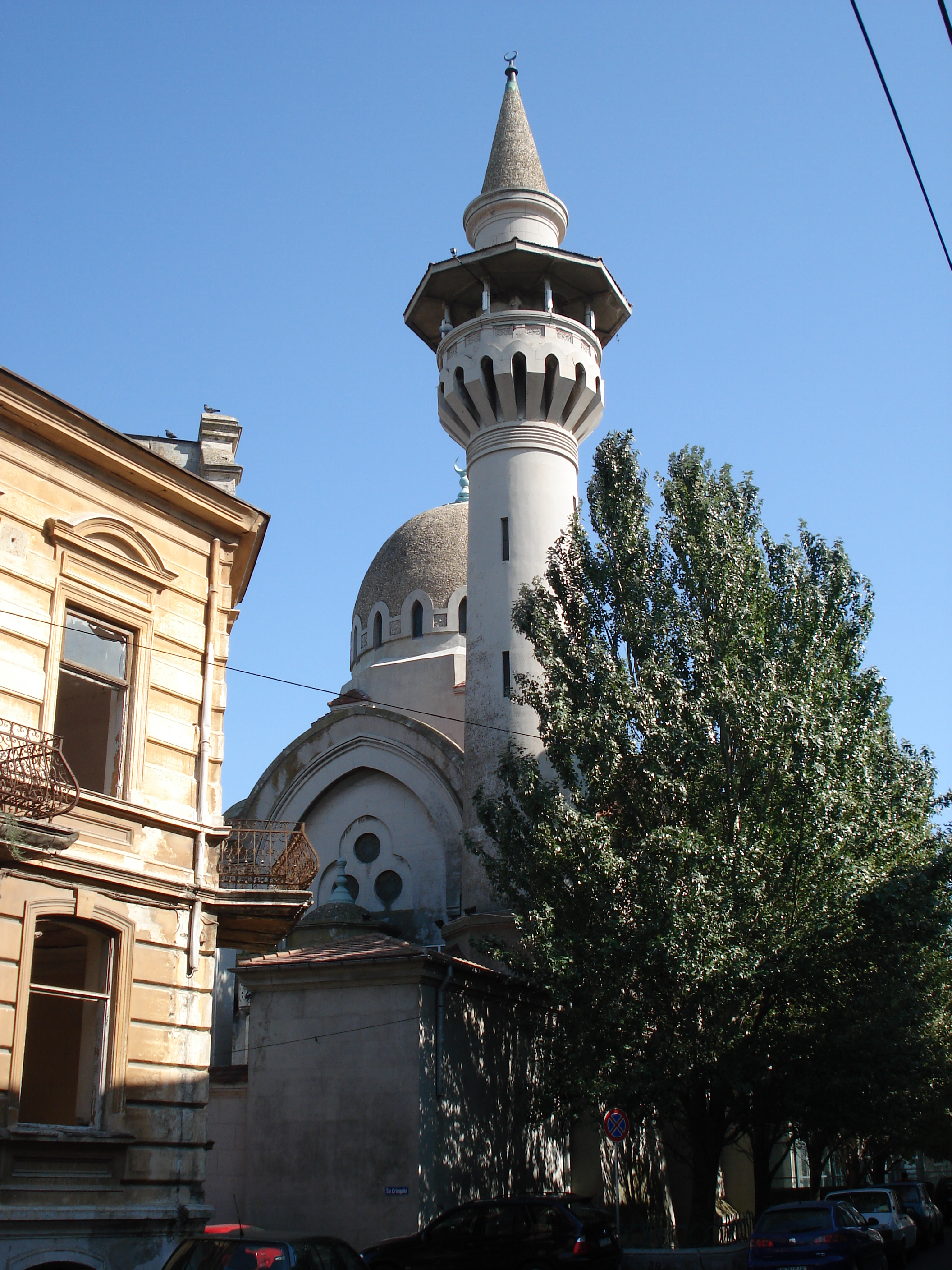
市內的清真寺
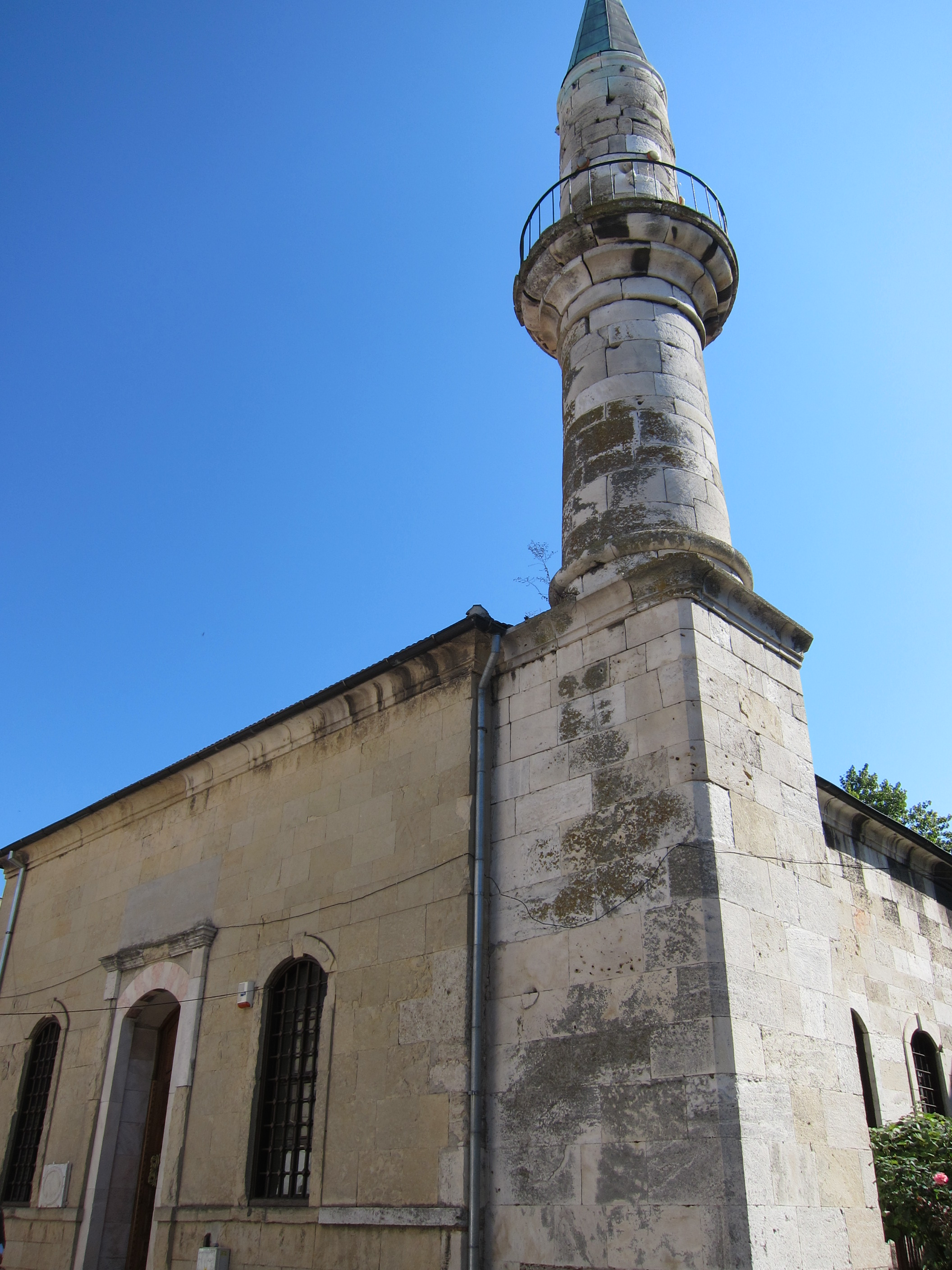
另一所清真寺，現今仍供市內的土耳其人使用。